# Y Circini
Y Circini är en  pulserande variabel av 53 Persei-typ (SPB) i Cirkelpassarens stjärnbild.
Stjärnan har en visuell magnitud mellan 11,21 och 12,33 med en period av 3,169971 dygn.